# Hospital de la Universidad de Colorado
El Hospital de la Universidad de Colorado (en inglés: University of Colorado Hospital) (anteriormente llamado Hospital general de Colorado) es el principal hospital de enseñanza de la Escuela de Medicina de la Universidad de Denver (University of Colorado School of Medicine en inglés), ubicada en el Campus Médico Anschutz de la Universidad de Colorado, que forma parte del sistema universitario público de Colorado Estados Unidos.
En el más reciente (2012-13) ranking de hospitales de EE. UU. el hospital de la Universidad de Colorado quedó clasificado en el top 50 en 5 de 16 especialidades médicas. 
En 2005, el hospital se redesignó por el Centro de Acreditación de Enfermeras (ANCC) como una instalación imán. En 2010, el hospital recibió su tercera renovación de la designación en la condición de imán.